# The Gentrys
The Gentrys var ett amerikanskt garagerockband bildat i Memphis, Tennessee år 1963. Gruppen bestod i original av sångarna Bruce Bowles, Larry Raspberry och Jimmy Hart, saxofonisten Bobby Fisher, trumpetaren Jimmy Johnson, basisten Pat Neal och trummisen Larry Wall.
Gruppen fick en hit år 1965 med den dansvänliga "Keep on Dancing" som nådde fjärdeplatsen på Billboard Hot 100-listan. Låten blev även en mindre hit i Sverige med en vecka på Tio i topp. Uppföljaren "Spread It on Thick" nådde plats 50 och tredje singeln "Everyday I Have to Cry" #77, men även om de hade några fler singlar på Billboard-listan fram till 1971 blev det aldrig mer någon riktigt stor hit för gruppen. Deras inspelning av Neil Youngs "Cinnamon Girl" blev dock en hyfsad framgång 1970 och nådde plats 52 på amerikanska singellistan. I den versionen av gruppen var det bara Jimmy Hart som var originalmedlem, originalgruppen hade splittrats redan 1966.

## Medlemmar
Originalbesättning
- Larry Raspberry – gitarr, sång (1963–1966)
- Pat Neal – basgitarr (1963–1966)
- Bobby Fisher – keyboard, gitarr, saxofon (1963–1966)
- Jimmy Johnson – keyboard, trumpet (1963–1966)
- Larry Wall – trumpet (1963–1966)
- Bruce Bowles – sång (1963–1966)
- Jimmy Hart – sång (1963–1966, 1969–1970)

Senare medlemmar
- Jimmy Tarbutton – gitarr (1969–1970)
- Steve Speer – basgitarr (1969–1970)
- David Beaver – keyboards (1969–1970)
- Mike Gardner – trummor (1969–1970)

## Diskografi
Studioalbum
- Keep on Dancing (1965)
- Gentry Time (1966)
- The Gentrys (1970)

Singlar
- "Keep On Dancing" / "Make Up Your Mind" (1965)
- "Little Drops of Water" / "Sometimes" (1965)
- "Sometimes" / "Little Drops of Water" (1965)
- "A Woman of the World" / "There Are Two Sides to Every Story" (1966)
- "Everyday I Have to Cry" / "Don't Let it Be" (1966)
- "Spread It On Thick" / "Brown Paper Sack" (1966)
- "I Can See" / "90 Pound Weakling" (1967)
- "You Make Me Feel So Good" / "There's a Love" (1967)
- "Keep on Dancing" / "Woman of the World" (1968)
- "Thinking Like a Child" / "Silky" (1968)
- "I Can't Go Back to Denver" / "You Better Come Home" (1968)
- "Midnight Train" / "You Tell Me You Care" (1969)
- "Friends" / "Goddess of Love" (1970)
- "He'll Never Love You" / "I Hate to See You Go" (1970)
- "Why Should I Cry" / "I Need Love" (1970)
- "Cinnamon Girl" / "I Just Got the News" (1970)
- "God Save the Country" / "Love You All My Life" (1971)
- "Wild World" / "Sunshine" (1971)
- "Let Me Put This Ring Upon Your Finger" / "Changin'" (1972)
- "High Flyer" / "Little Gold Band" (1974)
- "Little Gold Band" / "All Hung Up on You" (1974)

Samlingsalbum
- Gentrys (1966)
- Cinnamon Girl: The Very Best of the Gentrys (1999)